# Gorrsiltjärnen (Mora socken, Dalarna)
Gorrsiltjärnen är en sjö i Mora kommun i Dalarna och ingår i Dalälvens huvudavrinningsområde.